# Jacob Caro
Jacob Caro (ur. 2 lutego 1836 w Gnieźnie, zm. 10 grudnia 1904 we Wrocławiu) – niemiecki historyk. 
Urodził się w rodzinie rabina Josepha Chaima ben Isaaka Caro. Studiował historię oraz filozofię na uniwersytetach w Berlinie i Lipsku. Od 1869 roku profesor uniwersytetu we Wrocławiu. Kontynuował rozpoczętą przez Richarda Roepella pracę Geschichte Polens (1840), obejmującą lata 1386–1650 (części 2-5 1863-1888); jest też autorem pracy Katharina II von Russland (1876). Został pochowany Nowym Cmentarzu Żydowskim we Wrocławiu.
Był bratem rabina i historyka Jecheskiela Caro.